# 조우석
조우석(趙祐奭, 1968년 10월 8일 ~ )은 대한민국의 전 축구 선수이다.

### 선수 경력
1991년, 일화 천마에서 프로 선수 경력을 시작하여 그 해 K리그 신인선수상을 수상하였다.

## 수상

### 개인 수상
- K리그 신인선수상 : 1991